# Souvrství Willow Creek

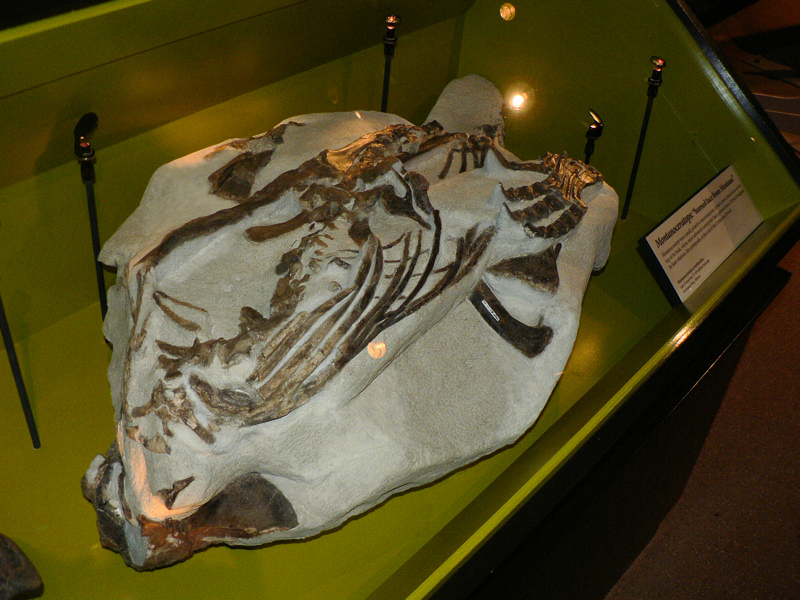
Fosilie rodu Montanoceratops, známého ze sedimentů souvrství Willow Creek.

Souvrství Willow Creek je geostratigrafickou jednotkou na území jihozápadní Alberty v Kanadě. Stáří sedimentů činí asi 70 až 64 milionů let, jedná se tedy o usazeniny z nejpozdnější křídy (geologický stupeň maastricht) až nejstaršího paleocénu.

## Charakteristika
Mocnost sedimentů činí místy až 1000 metrů, nejběžnější horninou je pískovec a jílovitá břidlice. Souvrství poprvé stanovil a popsal geolog a paleontolog George Mercer Dawson v roce 1883. Typová sekce byla stanovena v roce 1930 nedaleko přítoku řeky Willow Creek, podle které je souvrství pojmenováno. Sedimenty tohoto souvrství uchovávají kosterní fosilie dinosaurů a také množství fosilních vajíček. Jsou dokladem zdejšího pozdně křídového semi-aridního klimatu. Podobné stáří mají také dvě další kanadská souvrství - Scollard a Frenchman.

## Dinosauří fauna
- Montanoceratops sp.[6]
- Hadrosauridae indet.[7]
- Tyrannosaurus rex[8]